# Кинцел
Кинцел (њем. Künzell) општина је у њемачкој савезној држави Хесен. Једно је од 23 општинска средишта округа Фулда. Према процјени из 2010. у општини је живјело 16.413 становника. Посједује регионалну шифру (AGS) 6631017.

## Географски и демографски подаци
Кинцел се налази у савезној држави Хесен у округу Фулда. Општина се налази на надморској висини од 336 метара. Површина општине износи 30,3 km². У самом мјесту је, према процјени из 2010. године, живјело 16.413 становника. Просјечна густина становништва износи 542 становника/km².